# Plac Indyjski we Wrocławiu
Plac Indyjski – plac położony we Wrocławiu na osiedlu Brochów. Obejmuje drogę gminną o długości 168 m oraz zieleniec o powierzchni 5174 m². Droga przypisana do placu łączy się z ulicą Koreańską i ulicą Piwniczą.

## Historia
Przy placu zabudowa willowa powstała w latach 1910–1920, w ramach tzw. brochowskiej kolonii willowej, w czasach kiedy Brochów był wsią. Od 1939 do końca 1950 Brochów stanowił odrębne miasto. Jego włączenie w granice Wrocławia nastąpiło 1.01.1951.
Na placu wojskowe władze radzieckie umieściły w 1945 obelisk Poległych Żołnierzy Armii Czerwonej, przy miejscu tymczasowego pochówku żołnierzy. Szczątki pochowanych żołnierzy zostały ekshumowane w 1946 i przeniesione na tworzony wówczas cmentarz na Skowroniej Górze. Obelisk rozebrano w 2018 r.

## Nazwy
W swojej historii plac nosił następujące nazwy:
- Parkplatz, do 1945[12]
- Parkowy, od 1945 r. do 30.12.1959[12]
- Indyjski, od 30.12.1959[1][12].

Współczesna nazwa ulicy została nadana przez Miejską Radę Narodową uchwałą nr 33/59 z 30.12.1959.

## Układ drogowy
Do placu przypisana jest droga gminna o długości 168 m klasy dojazdowej o szerokości ulicy w liniach rozgraniczających 9 m i powierzchni działki, na której jest położona wynoszącej 1315 m². Drogi w tym rejonie położone są w strefie ograniczenia prędkości do 30 km/h.
Ulice powiązane z placem Indyjskim:
- skrzyżowanie: ulica Koreańska[1][15]
- skrzyżowanie: ulica Piwniczna[1][16].

## Zabudowa i zagospodarowanie
Wzdłuż drogi przypisanej do placu, po stronie północnej i wschodniej znajdują się posesje budynków mieszkalnych jednorodzinnych położonych przy placu Indyjskim 1, 2, 3 oraz 4-5, a także przy ulicy Koreańskiej 28 i Piwnicznej 2-2a.
W kwartale objętym drogą przypisaną do placu oraz ulicą Koreańską i Piwniczną znajduje się Zieleniec przy Placu Indyjskim o powierzchni 5174 m², z dopuszczeniem budowy w jego obrębie placów zabaw i terenowych urządzeń sportowych. Niewielki fragment tego terenu zajęty jest pod urządzenia energetyczne.
Plac zlokalizowany jest w obszarze położonym na wysokości bezwzględnej pomiędzy 122 a 123 m n.p.m. Objęty jest rejonem statystycznym nr 932240, na którym występuje gęstość zaludnienia w przedziale od 2501 do 5000 ludz./km² (w 2018).

## Ochrona i zabytki
Przy ulicy i w najbliższym sąsiedztwie znajdują się następujące zabytki:
| obiekt, położenie                                                     | powstanie, nr rej.  | foto |
| --------------------------------------------------------------------- | ------------------- | ---- |
| Budynek mieszkalny; plac Indyjski 1                                   | ok. 1920; gez, mpzp |      |
| Budynek mieszkalny; plac Indyjski 2                                   | ok. 1920; gez, mpzp |      |
| Budynek mieszkalny; plac Indyjski 3                                   | ok. 1920; gez, mpzp |      |
| Willa pisarza Paula Kellera, ob. budynek mieszkalny plac Indyjski 4-5 | ok. 1910; gez, mpzp |      |

Wskazuje się również jako wymagający ochrony układ urbanistyczny całego osiedla Brochów i Bieńkowice.